# Рябець Катерина Анатоліївна
Рябець Катерина Анатоліївна — доктор наук з державного управління, Доцент, Професор кафедри управління Київського університету імені Бориса Грінченка.

## Біографія
Народилася 23 грудня 1978 року.

### Освіта
2000 року — закінчила навчання у МАУП за спеціальністю «Правознавство».
2007 року — захист кандидатської дисертації, Тема: «Адміністративно-правове регулювання екологічної діяльності», Інститут законодавства Верховної Ради України.
2019 року — закінчила навчання в докторантурі Національної академії управління при Президентові України за спеціальністю «Публічне управління та адміністрування». Підготувала до захисту докторську дисертацію на тему: «Формування політико-правових засад публічного управління в галузі водного господарства».

### Перелік місць роботи
Міжгалузевий інститут управління (м. Київ), ст. лаборант, викладач, ст. викладач, доцент кафедри цивільно-правових дисциплін, заступник декана юридичного факультету (2001—2010)
Київський національний університет культури та мистецтв, доцент, професор, завідувач кафедри теорії та історії держави і права (2010—2017)
Національна академія державного управління при Президентові України, докторант кафедри парламентаризму та політичного менеджменту (2017—2019)
Київський університет імені Бориса Грінченка, доцент кафедри управління (2019—2021), професор кафедри управління (2021 — до ц.ч.), заступник декана ФЕУ з наукової роботи (з 2022 р.)

### Теми дисертацій (захищених)
1. «Адміністративно-правове регулювання екологічної діяльності»
2. «Формування політико-правових засад публічного управління в галузі водного господарства України»

## Науково-дослідна та міжнародна діяльність
У 2017—2019 роках брала участі у виконанні НДР Національної академії державного управління при Президентові України за комплексним науковим проектом «Державне управління та місцеве самоврядування» (ДР № 0199U002827) за темами: «Теоретико-методологічні засади розвитку сучасної моделі представницької влади у державотворчому процесі України» (ДР № 0118U000638), «Механізми запобігання політичної корупції в органах представницької влади в Україні» (ДР № 0118U000638). У ході виконання зазначених науково-дослідних робіт визначила правові чинники політичної корупції в галузі водного господарства України у системі представницької влади та напрацювала систему заходів щодо її запобігання; дослідила політико-правовий статус Верховної Ради України та органів місцевого самоврядування у системі публічного управління в галузі водного господарства та розробила пропозиції щодо його удосконалення.
Брала участь розробці проекту Водної стратегії м. Києва на 2019—2030 роки (довідка про впровадження від 28 серпня 2019 року № 221-3911).
Напрацювала пропозиції щодо реалізації Обласної цільової програми розвитку водного господарства та екологічного оздоровлення річки Дніпро на період до 2021 року, які впроваджуються Київською обласною державною адміністрацією (довідка про впровадження від 23 вересня 2019 року № 11-18/5601/05/16-2019).

### Професійний і науковий інтерес
Політичні та правові засади публічного управління; взаємодія публічних інституцій; вироблення, правова регламентація та реалізація публічної політики.
Автор більше 120 наукових праць, в тому числі двох монографій, одного навчального посібника з грифом МОН; співавтором термінологічного словника «Публічне управління» / за заг. ред. В. С. Куйбіди, М. М. Білинської, О. М. Петроє. — Київ: НАДУ, 2018. — 224 с. (С. 55, 56, 68, 69, 113).

### Індекси цитування Google Академії
В значенні «Динаміка цитування» зазначено кількість цитувань за поточний період (на основі фіксованих показників за рейтингом прозорості від 15.03.2023 р.). Відомо 174 цитування її праць. h-індекс — 5. i10-індекс — 4.